# John Ludvig
John Ludvig (Liberec, República Checa, 2 de agosto de 2000) es un jugador profesional checo de hockey sobre hielo que se desempeña en la posición de defensor izquierdo en Pittsburgh Penguins, equipo de la National Hockey League (NHL).

## Carrera
Fue seleccionado en la tercera ronda en la NHL Entry Draft de 2019. En 2023 hizo su debut profesional con el equipo Pittsburgh Penguins, donde lleva jugando una temporada.